# Marcin Lewandowski
Marcin Przemysław Lewandowski (Stettino, 13 giugno 1987) è un mezzofondista polacco.

## Biografia
Nel 2010 agli Europei di Barcellona ha conquistato la medaglia d'oro negli 800 m piani. Il suo primato personale sulla distanza è di 1'43"72 corso a Monaco nel luglio 2015.
Nel 2019 ha vinto la medaglia di bronzo nei 1500 m piani ai campionati mondiali di Doha.

## Palmarès
| Anno | Manifestazione  | Sede           | Evento          | Risultato  | Prestazione | Note                                     |
| ---- | --------------- | -------------- | --------------- | ---------- | ----------- | ---------------------------------------- |
| 2007 | Europei U23     | Debrecen       | 800 m piani     | Oro        | 1'49"94     |                                          |
| 2008 | Giochi olimpici | Pechino        | 800 m piani     | Semifinale | 1'47"24     |                                          |
| 2009 | Europei indoor  | Torino         | 800 m piani     | 6º         | 1'49"86     |                                          |
| 2009 | Europei U23     | Kaunas         | 800 m piani     | Argento    | 1'46"52     |                                          |
| 2009 | Mondiali        | Berlino        | 800 m piani     | 8º         | 1'46"17     |                                          |
| 2010 | Europei         | Barcellona     | 800 m piani     | Oro        | 1'47"07     |                                          |
| 2011 | Europei indoor  | Parigi         | 800 m piani     | Argento    | 1'48"23     |                                          |
| 2011 | Mondiali        | Taegu          | 800 m piani     | 4º         | 1'44"80     |                                          |
| 2012 | Mondiali indoor | Istanbul       | 800 m piani     | Semifinale | dnf         |                                          |
| 2012 | Giochi olimpici | Londra         | 800 m piani     | Semifinale | 1'45"08     |                                          |
| 2013 | Europei indoor  | Göteborg       | 1500 m piani    | 4º         | 3'39"19     |                                          |
| 2013 | Mondiali        | Mosca          | 800 m piani     | 4º         | 1'44"08     | Miglior prestazione personale stagionale |
| 2014 | Mondiali indoor | Sopot          | 800 m piani     | Finale     | dq          |                                          |
| 2014 | World Relays    | Nassau         | 4×800 m         | Argento    | 7'08"69     | Record nazionale                         |
| 2014 | World Relays    | Nassau         | 4×1500 m        | 6º         | 15'05"70    |                                          |
| 2014 | Europei         | Zurigo         | 800 m piani     | 5º         | 1'45"78     |                                          |
| 2015 | Europei indoor  | Praga          | 800 m piani     | Oro        | 1'46"67     |                                          |
| 2015 | World Relays    | Nassau         | 4×800 m         | Argento    | 7'09"98     | Miglior prestazione personale stagionale |
| 2015 | World Relays    | Nassau         | Staffetta mista | 4º         | 9'24"07     |                                          |
| 2015 | Mondiali        | Pechino        | 800 m piani     | Semifinale | 1'45"34     |                                          |
| 2016 | Europei         | Amsterdam      | 800 m piani     | Argento    | 1'45"54     |                                          |
| 2016 | Giochi olimpici | Rio de Janeiro | 800 m piani     | 6º         | 1'44"20     |                                          |
| 2017 | Europei indoor  | Belgrado       | 1500 m piani    | Oro        | 3'44"82     |                                          |
| 2017 | World Relays    | Nassau         | 4×800 m         | Bronzo     | 7'18"74     | Miglior prestazione personale stagionale |
| 2017 | Mondiali        | Londra         | 800 m piani     | Semifinale | 1'45"93     |                                          |
| 2017 | Mondiali        | Londra         | 1500 m piani    | 7º         | 3'36"02     |                                          |
| 2018 | Mondiali indoor | Birmingham     | 1500 m piani    | Argento    | 3'58"39     |                                          |
| 2018 | Europei         | Berlino        | 1500 m piani    | Argento    | 3'38"14     |                                          |
| 2019 | Europei indoor  | Glasgow        | 1500 m piani    | Oro        | 3'42"85     |                                          |
| 2019 | Mondiali        | Doha           | 1500 m piani    | Bronzo     | 3'31"46     | Record nazionale                         |
| 2021 | Europei indoor  | Toruń          | 1500 m piani    | Argento    | 3'38"06     |                                          |
| 2021 | Giochi olimpici | Tokyo          | 1500 m piani    | Semifinale | dnf         |                                          |

## Altre competizioni internazionali
2008
- 4º alla World Athletics Final ( Stoccarda), 800 m piani - 1'49"40

2010
- Argento in Coppa continentale ( Spalato), 800 m piani - 1'44"81

2018
- Argento in Coppa continentale ( Ostrava), 1500 m piani - 3'40"42

2019
- Campionati europei a squadre di atletica leggera ( Bydgoszcz)